# Pristimantis gagliardoi
Pristimantis gagliardoi là một loài động vật lưỡng cư trong họ Strabomantidae, thuộc bộ Anura. Loài này được Bustamante & Mendelson mô tả khoa học đầu tiên năm 2008.